# Seinabo Sey
Seinabo Sey (sinh 7 tháng 10 năm 1990) là nữ nghệ sĩ thu âm, ca sĩ người Thụy Điển.

## Tiểu sử
Seinabo Sey sinh ra tại Södermalm, Stockholm.. Cô là người gốc Gambia.